# Списак спортова
Постоје бројне поделе спортова, и тешко је направити потпуно тачно разграничење. Често се говори о олимпијским спортовима, тј. онима који су у програму зимских или летњих Олимпијских игара као и о осталим, неолимпијским спортовима. Постоје и спортови као што су модерни петобој или триатлон коју су у ствари скуп неколико различитих спортова, дакле спадају у посебну категорију. Ипак, ево списка спортова по групама (неки спортови очито спадају у више категорија, али су наведени само у једној!):

#### Тркање
- „Људски погон“ (трчање, пливање...)
- Бициклизам, веслање, кану...)
- мотоциклистичке трке, једрење, трка с глисерима...)

#### Са противником
- Борилачки (џудо, карате, бокс, аикидо...)
- На терену (тенис, бадминтон, одбојка...)
- Тимски (фудбал, рагби, вилбал, хокеј хокеј на трави...)

#### Остали такмичарски спортови
- Погађање мете (Стрељаштво, голф, стреличарство...)
- Оцењивачки спортови (Гимнастика, коњички спорт, уметничко клизањескокови у воду, бодибилдинг...)
- Снага (Дизање тегова, троскок, бацање кугле...)

#### Атлетика
Атлетика
- Скокови
  - Троскок
  - Скок удаљ
  - Скок увис
  - Скок мотком
- Трчања
  - Маратон
  - Полумаратон
  - Дупли маратон
  - Ултрамаратон
  - Маратон човек против коња
- Бацања
  - Диска
  - Кладива
  - Потковице
  - Копље
  - Кугле
- Брзо ходање

#### Спортови са животињама
- Трке камила
- Трке коња
- Трке хртова
- Трке запрега
- Голубарство
- Трке четворопрега
- Трка са препонама
- Agility (пси)

#### Борилачки спортови
- Аикидо
- Бокс
- Капоера
- Мачевање
- Џудо
- Џиуџицу
- Капап
- Карате
- Кендо
- Тајландски бокс (Muay Thai)
- Нагината до
- Самбо
- Сумо рвање
- Теквондо
- Винг чун
- Рвање
- Ву шу
- Кик бокс

#### Бициклизам
Спортови који користе бицикл или бицикл са 1 точком.
- BMX
- Cycloball
- Циклорос
- Планински бициклизам
- Mountain unicycling
- Путни бициклизам
- Бициклизам на писти
- Unicycle trials

#### Екстремни спортови
- Скејтборд
- Сноуборд
- Мотокрос
- Банџи
- Војни фитнес
- BASE jumping
- Wakeboarding
- Bodyboarding

#### Гимнастика
- Аеробик
- Акробатика
- Уметничка гимнастика
- Ритмичка гимнастика
- Трамбулина

#### Мото спорт
- Аутоспорт
- Мотонаутика
- Трке моторцикала

#### Остало
- Дечје игралиште
- Combat robot
- Плес
- Disabled sports
- Foosball
- Footbag (hacky sack)
- Модерни петобој
- Триатлон ( триатлон)

#### Спортови на отвореном
Спортови који не захтевају посебне терене.
- Casting
- Canyoning
- Пењање
- Пењање у сали
- Планинарење
- Flying disc
- Оријентиринг
- Sled-dog sports
- Спортско пецање

#### За снагу
Спортови снаге.
- Бодибилдинг
- Powerlifting
- Надвлачење конопца
- Дизање тегова

#### Са рекетом
Спортови где играчи користе рекете да ударе лоптицу или друге објекте.
- Бадминтон
- Кросминтон
- Racquetball
- Real tennis
- Soft tennis
- Сквош
- Стони тенис
- Тенис

#### Ролер
Спортови у којима се користе клизаљке.
- Уметничко клизање
- Хокеј са ролерима
- Клизање на ролерима
- Брзо клизање на кратким стазама
- Брзо клизање
- Синхроно клизање

#### Скијање / Снежни спортови
Спортови у којим се користе скије или сноуборд.
- Ски маратон
- Скијање на води
- Уметничко клизање
- Брзо клизање
- Алпско скијање
- Скијање на неуређеним стазама (Freeride)
- Биатлон
- Скијашко трчање (са скијашким скоковима и нордијском комбинацијом чини Нордијске скијашке дисциплине)
- Скијање на кратким скијама (Firngleiten)
- Скијање слободним стилом
- Скијање на трави
- Нордијска комбинација
- Скијање на ролерима
- Боб
- Скијоринг (скијање са псећом вучом)
- Скијашки скокови
- Ski touring
- Брзо скијање
- Телемарк скијање
- Сноуборд
- Сноу борд слободним стилом
- Екстремни сноуборд

#### Санкање
Спортови у којима се користе санке.
- Боб
- Санкање
- Скелетон

#### С метом
Спортови чији је главни циљ погодити одређену мету
- Стреличарство
  - Кјудо
- Atlatl
- Билијар
- Боћање
- Куглање
- Крокет
- Карлинг
- Пикадо
- Голф
- Disc golf
- Бацање потковице
- Laser Tag
- Куглање на трави
- Стрељаштво
- Skittles

#### Тимски спортови
- Airsoft
- Алтимет фризби (Разби, Фризби)
- Амерички фудбал
- Аустралијски фудбал
- Bandy
- Бејзбол
- Баскијска пелота
- Wheelball
- Camogie
- Канадски фудбал
- Canoe Polo
- Крикет
- Карлинг
- Кошарка
- Kabaddi
- Korfball
- Келтски фудбал
- Лакрос
- Нетбол
- Одбојка
- Пеинтбол
- Petanque
- Поло
- Рукомет
- Рагби
- Sepak Takraw
- Shinty
- Skittles
- Софтбол
- Фаустбал
- Флег Фудбал
- Флорбол
- Фудбал
- Хазена
- Хокеј
- Хокеј на трави
- Hurling
- Хокеј на леду
- Хокеј на ролерима

#### Мисаони спортови
Спортови који не подразумевају физички, већ ментални напор (види игре на табли).
- Бриџ
- Шах
- Дама
- Покер
- Го
- Scrabble
- Shogi

#### Ваздухопловни спортови
Међународна ваздухопловна Федерација (http://www.fai.org Federation Aeronautique Internationale)окупља све националне ваздухопловне организације (Националне аеро-клубове или ваздухопловне асоцијације) и дели ваздухопловне спортове на следеће гране: 
- Акробатско летење, (енгл. Aerobatics)
- Летење хеликоптерима и жирокоптерима, енгл. Rotorcrafts
- Балонарство, енгл.
- Ваздухопловно једриличарство, енгл.
- Ултралаке летелице, енгл. Microlights
- Безмоторно змајарство и параглајдинг, енгл. Hang Gliding and Paragliding
- Моторно Летење (Општа авијација) енгл. General Aviation
- Падобранство, енгл. Parachuting
- Ваздухопловно и ракетно моделарство, енгл.

У нашој земљи, највиша ваздухопловна организација у области ваздухопловних спортова јесте Ваздухопловни савез Србије. У свом саставу он има велики број аеро-клубова, падобранских, моделарских и параглајдинг клубова, у којима се одвијају ваздухопловне активности - спортске, рекреативне, обуке... 

#### Водени
Спортови у или на води:
- Веслање
- Скијање на води
- Роњење
- Једрење
- Подводни хокеј
- Сурф
- Пливање
- Синхроно пливање
- Спортски риболов
- Кану
- Кајак
- Мотонаутика
- Вејкборд
- Ватерполо
  - Dragon Boat
  - Bodyboarding
  - Kitesurf, also called flysurf or Kite Boarding.
  - Surf lifesaving
  - Rowing
  - Water Slide
  - Wind surfing